# Bent (film 1997)
Bent è un film britannico del 1997 diretto da Sean Mathias. Si ispira dall'opera teatrale di Martin Sherman, che ha sceneggiato anche il film.
La pellicola fu presentata alla 50ª edizione del Festival di Cannes nella sezione Prix de la jeunesse.

## Trama
(Max)
Berlino, 1934. Max, giovane borghese ripudiato dalla famiglia, frequenta i cabaret della capitale del Reich e convive con Rudy, un ballerino da cabaret, suo amante da più di un anno. Una sera Max, arrabbiato con Rudy, seduce un SA con cui trascorre la notte, ignaro delle purghe che avvengono in tutta Berlino. La mattina alla porta bussano le SS, mandate a uccidere il soldato tedesco. Max e Rudy riescono a scappare, cercano dapprima riparo da un amico, anche lui queer, che però fa loro capire di non voler niente a che fare con i due, preferendo nascondersi nella sua normale vita di uomo sposato con figli.
Max dapprima cerca un accordo con lo zio Freddie, anche lui queer ma che era stato disposto a vivere la propria omosessualità di nascosto, ma la sua famiglia gli garantisce i documenti e la fuga ad Amsterdam solo per lui e non per Rudy. Max rifiuta, preferendo andare a nascondersi con l'amato nei boschi, dove Rudy lavora in nero come bracciante mentre Max passa le giornate a far nulla. Una sera, mentre si scambiano effusioni vengono arrestati dalle SS.
Max e Ruby sono su un treno di deportati. Ruby fin da subito è preso di mira, prima perché porta gli occhiali e successivamente perché omosessuale. Sul convoglio Max conosce Horst che gli spiega dove stanno andando, di non mostrare nessun cenno di amicizia verso Rudy e che il triangolo rosa che porta sul petto è il simbolo degli omosessuali e che è il simbolo peggiore che si possa avere in un campo di detenzione. Quando Rudy è riportato nel vagone, massacrato dalle botte, Max è costretto a rinnegarlo e a picchiarlo. Successivamente, la SS vuole vedere se anche Max è omosessuale o ebreo: Max riferirà a Horst in seguito di essere stato costretto a stuprare una bambina di quindici anni.
Arrivato al campo di Dachau, a Max viene data la stella gialla e, parlando con Horst, scopre che quest'ultimo era una sorta di attivista per la legalizzazione dell'omosessualità. Immatricolato e rasato, è assegnato a un lavoro tanto duro quanto inutile: portare da un lato all'altro dei massi e poi riportarli indietro, all'infinito. Max comprerà la guardia e farà trasferirà anche Horst a quel lavoro che, per quanto inutile, è il più sicuro.
I due uomini si avvicinano sempre di più, iniziando una sorta di relazione: simulano anche un rapporto sessuale descrivendoselo, in attesa dell'appello. Il rapporto fra i due diventa sempre più stretto, tanto che Horst dichiara a Max il suo amore anche se quest'ultimo si dichiara incapace di amare e anche solo di tenerlo fra le braccia.
Il lavoro continua anche in inverno e Horst si ammala: Max, non avendo nulla da scambiare, fa una fellatio al capo delle SS per procurarsi le medicine. Horst lo incolpa ancora una volta di non portare il triangolo rosa ma l'altro risponde che la stella gialla è ciò che lo ha salvato: se fosse stato un triangolo rosa il capo delle SS non avrebbe mai accettato lo scambio e lo avrebbe ucciso.
Qualche giorno dopo il capitano delle SS va a vedere i due lavorare e si rende conto che le medicine che aveva dato a Max erano state usate da Horst, intuendo quindi la relazione fra i due. Fa uccidere Horst vicino al filo spinato e ordina a Max di liberarsi del corpo. Quest'ultimo, inizialmente, lascia il corpo in una buca e inizia a trasportare nuovamente le pietre, come fa dal suo arrivo a Dachau.
Dopo poco si ferma, prende la camicia di Horst, mettendosi il triangolo rosa degli omosessuali e si lancia contro il filo spinato, morendo.

## Produzione
Anche se la storia si svolge in Germania durante la seconda guerra mondiale, il film è stato girato nel Regno Unito, in una fabbrica abbandonata.

## Distribuzione

### Uscite
- Francia: maggio 1997 al Festival di Cannes
- Stati Uniti: 26 novembre 1997 (al Chicago Gay and Lesbian Film Festival)
- Germania: 12 novembre 1998
- Regno Unito: 13 marzo 1998

Circolato in Italia soltanto in versione originale con sottotitoli, nel 2022 ne è stata distribuita una versione doppiata in italiano sulla piattaforma Prime Video.

## Riconoscimenti
- 1998 - Torino Gay & Lesbian Film Festival
  - Miglior lungometraggio